# Jorge Goldenberg
Jorge Goldenberg Hachero (Partido de General San Martín Argentina, 19 d'octubre de 1941) és un actor, guionista, escriptor, professor i director de cinema i teatre que ha realitzat guions per a pel·lícules de diversos països, entre ells, l'Argentina, Colòmbia i Espanya, i obtingut premis nacionals i internacionals per aquesta rúbrica.

## Activitat professional
Va estudiar en l'Institut de Cinematografia de la Universitat Nacional del Litoral, on va diplomar en 1966. Va ser beneficiat amb una beca de recerca del Fondo Nacional de las Artes i després amb una altra per a Europa. Com en retornar la país només vaig treballar com a assistent d'adreça en diversos llargmetratges, va decidir escriure teatre; el seu primer text per a teatre es va posar en escena bastant ràpid i va caminar bé i el segon, no gaire després, va guanyar el premi Casa de les Amèriques a Cuba.
En la seva activitat docent vinculada al cinema va dictar cursos en el Centre de Formació de Guionistes Luis García Berlanga de la Universitat Internacional Menéndez Pelayo, en Espanya, entre 1995 i 2001, a l'Escola Internacional de Cinema de Cuba entre 1988 i 1998) i en la Fundació Universitat del Cinema a Buenos Aires en 1995. També va ser tutor en el concurso Desenvolupament de Guions de l'INCAA el 2018.
En 1966 va fer un curtmetratge documental amb Hugo Bonomo, Patricio Coll i Luis Zanger, tots de l'Institut de Cinematografia la Universitat Nacional del Litoral, titulat Hachero nomás sobre la companyia La Forestal i les seves hacheros. Anys després es va plantejar tornar sobre el tema amb Carmen Guarini i Marcelo Céspedes de Cinema-ull, així com amb Patricio Coll. Allí va sorgir el llargmetratge Regreso a Fortín Olmos (2008).
Entre les pel·lícules els guions de les quals va realitzar o correalizó es destaquen Los gauchos judíos (1974), Sentimental (1980), Miss Mary (1986), La película del rey (1986) i La fuga (2001)
També va escriure obres de teatre, entre les quals es recorden Sería mucho más sencillo, La lista completa, Krinsky i Fotos de infancias.

## Filmografia
Director
- Regreso a Fortín Olmos (2008)
- La Nueva Francia (Abandonada) (1972)
- Hachero nomás (curtmetratge) (1966)
- Oficio (curtmetratge) (1965)

Intèrpret
- Donde comienza el camino (2005) …Entrevistat
- La noche de las cámaras despiertas (2002) …Entrevistat
- La pel·lícula del rey (1986) …Tècnic 1
- Pasajeros de una pesadilla (1984) …Periodista

Producció
- Regreso a Fortín Olmos (2008)

Guionista
- El color que cayó del cielo (2014)
- La chica del sur (2012)
- Regreso a Fortín Olmos (2008)
- Morirse está en Hebreo (2007)
- Las alas de la vida (2006)
- Los nombres de Alicia (2005)
- Perder es cuestión de método (2004)
- Francisca (2002)
- Otilia (2001)
- El lugar donde estuvo el paraíso (2001)
- La fuga (2001)
- Tinta roja (1998)
- El entusiasmo (1998) (producció de Xile, Espanya i França)
- El impostor (1997)
- El sueño de los héroes (1997)
- Otra esperanza (1996) (produïda en 1984)
- Ilona llega con la lluvia (producció d'Itàlia, Colòmbia i Espanya) (1996)
- El censor (1995)
- Águilas no cazan moscas (1994)
- La estrategia del caracol (1993)
- De eso no se habla (1993)
- La frontera (1991) (coproducció hispano-xilena)
- Eterna sonrisa de New Jersey (1989)
- La pel·lícula del rey (1986)
- Miss Mary (1986)
- Sostenido en La menor (1986)
- Pasajeros de una pesadilla (1984)
- Plata dulce (1982)
- Sentimental (1980)
- Queridos compañeros (1977) (coproducción xileno-veneçolana)
- No toquen a la nena (1976)
- Juan que reía (1976)
- Los gauchos judíos (1974)
- La Nueva Francia (Abandonada) (1972)
- Hachero nomás (curtmetratge) (1966)

Muntatge
- Regreso a Fortín Olmos (2008)

Adaptador
- Sentimental (requiem para un amigo) (1980)

Col·laboració al guió
- Mentiras piadosas (2008)
- La cruz del sur (2002)
- Cicatrices (2001)

Diàlegs
- De eso no se habla (1993)

Assistent de direcció
- Los gauchos judíos (1974)

Col·laboració autoral
- El color que cayó del cielo (2014)

Supervisió de guió
- La luz incidente (2015)

## Premis i candidatures
Fundació Konex
- Diploma al mèrit en Guió de Cinema i Televisió (2001)
- Diploma al mèrit en Guió (1994)

Premi Còndor de Plata de l'Asociación de Cronistas Cinematográficos de la Argentina
- Candidat en 2010 al premi al Millor Videofilme, compartit amb Patricio Coll, per Regreso a Fortín Olmos
- Guanyador en 2002 del Premi al Millor Guió Adaptat per La fuga (2001) compartit amb Graciela Maglie i Eduardo Mignogna
- Candidat en 1997 al Premi al Millor Guió Adaptat per El sueño de los héroes compartit amb Sergio Renán
- Guanyador en 1997 del Premi al Millor Guió Adaptat per El impostor compartit amb María Luisa Bemberg i Alejandro Maci
- Guanyador en 1994 del Premi al Millor Guió Adaptat per De eso no se habla compartit amb María Luisa Bemberg
- Guanyador en 1987 del Premi al Millor Guió Original per La pel·lícula del rey compartit amb Carlos Sorin

Medalles del Cercle d'Escriptors Cinematogràfics
- Candidat en 2002 al Premi al Millor Guió Adaptat per La fuga (2001) compartit amb Graciela Maglie i Eduardo Mignogna

Festival Internacional del Nou Cinema Llatinoamericà de l'Havana
- Guanyador en 1993 del Premi al Millor Guió per De eso no se habla compartit amb María Luisa Bemberg